# Plectrophora zarumensis
Plectrophora zarumensis là một loài thực vật có hoa trong họ Lan. Loài này được Dodson & P.M.Dodson miêu tả khoa học đầu tiên năm 1980.